# Ophiura schmidtotti
Ophiura schmidtotti är en ormstjärneart som först beskrevs av Paul E. Hertz 1927.  Ophiura schmidtotti ingår i släktet Ophiura och familjen fransormstjärnor. Inga underarter finns listade i Catalogue of Life.